# Ginger's Reign
Ginger's Reign è un cortometraggio muto del 1914 diretto da Burton L. King. Di genere drammatico, fu prodotto dalla Vitagraph. La storia, ambientata in un campo di minatori, si deve alla scrittrice Izola Forrester. Gli interpreti erano Margaret Gibson, Alfred Vosburgh, Charles Bennett, George Cooper, George Kunkel, Jane Novak.

## Trama
I minatori di Canaan Camp passano il loro tempo libero al saloon dove danza la bella Ginger. Uno di loro, Bill, si innamora della ragazza e la chiede in moglie, ma lei preferisce continuare a fare la ballerina e lo rifiuta. Accetta invece un ingaggio per la vicina città di Goldfield, andandosene via. Bill sposa una brava ragazza, Nell, ma lei, presto, si ammala. Non avendo il denaro per curarla, Bill impegna tutti i suoi averi per ottenere un prestito da Rawlins, un avventuriero che vorrebbe diventare l'amante di Ginger. Quest'ultima, venendo a sapere della cosa, sente nascere in sé la gelosia verso Nell, che le ha "portato via" il suo spasimante. Così fa un patto con Rawlins, dicendosi pronta a sposarlo se lui non concederà il prestito al minatore. Pur se contrariato dal fatto che, per avere la ragazza, dovrà sposarla, Rawlins accetta.
Quando viene informato che non avrà il denaro promesso, Bill cade ammalato. Ginger, allora, si pente di ciò che ha combinato e si reca dalla sua "rivale", la povera Nell. Vedendo il loro bambino nella culla, Ginger si addolcisce e decide di devolvere tutto il guadagno di una serata per aiutarli. Quella sera, al saloon, Ginger danza come non ha mai fatto prima, entusiasmando il pubblico. Dopo avere preso tutto il denaro raccolto dal tavolo, lo consegna a Rawlins per riavere indietro il documento di Bill, dove lui gli cedeva tutti i suoi averi. Rawlins guarda ora Ginger con rispetto e amore: strappa l'impegnativa e le ridà tutto il denaro, dicendole di consegnarlo al bambino. Ginger, allora, gli dona una rosa e torna a lui spinta da un nuovo sentimento.

## Produzione
Il film fu prodotto dalla Vitagraph Company of America.

## Distribuzione
Distribuito dalla General Film Company, il film - un cortometraggio in una bobina - uscì nelle sale cinematografiche statunitensi il 9 marzo 1914.